# Wielowieyski (herb baronowski)
Wielowieyski Baron – polski herb baronowski, odmiana herbu Półkozic nadany wraz z tytułem w Galicji.

## Opis herbu
Opis stworzony zgodnie z klasycznymi zasadami blazonowania:
Tarcza dzielona w krzyż z polem sercowym. W polu sercowym, czerwonym, głowa ośla złota, w polach I i IV czerwonych skos srebrny, w polach II I III błękitnych wieniec laurowy zielony przez który od dołu ku górze skrzyżowane dwa miecze srebrne o rękojeściach złotych u dołu na wieńcu i u góry pod nim. Na tarczy korona baronowska, opleciona sznurem pereł, nad którą trzy hełmy w koronach z klejnotami: I między skrzydłami orlimi czerwonymi pół kozła złotego wspiętego; II dwie trąby słoniowe, prawa błękitno-złota, lewa złoto-błękitna; III dwie trąby słoniowe prawa srebrno-czerwona, lewa czerwono-srebrna. Labry: I czerwone podbite złotem; II czerwone podbite srebrem, III błękitne podbite złotem. Trzymacze: dwaj rycerze w zbrojach srebrnych, prawy z włócznią z proporcem o pięciu strefach złoto błękitnych i z pióropuszem błękitnym, lewy z włócznią z proporcem o pięciu strefach srebrno-czerwonych i pióropuszem czerwonym.

## Herbowni
Jedna rodzina herbownych:
freiherr Wielowieyski von Wielka Wieś.